# Gaucelmus strinatii
Espèce
Gaucelmus strinatii est une espèce d'araignées aranéomorphes de la famille des Synotaxidae.

## Distribution
Cette espèce est endémique du département d'Alta Verapaz au Guatemala,. Elle se rencontre dans la grotte Cueva Chirrepeck.

## Description
La femelle holotype mesure 6,13 mm.

## Systématique et taxinomie
Cette espèce a été décrite par Brignoli en 1979.

## Étymologie
Cette espèce est nommée en l'honneur de Pierre Strinati.

## Publication originale
- Brignoli, 1979 : « On some cave spiders from Guatemala and United States (Araneae). » Revue Suisse de Zoologie, vol. 86, p. 435-443 (texte intégral).